# Jacques-Louis Monod
Pour les articles homonymes, voir Monod.
Jacques-Louis Monod, né le 25 février 1927 à Asnières-sur-Seine (France) et mort le 21 septembre 2020 à Toulouse (France), est un pianiste, chef d'orchestre et compositeur franco-américain, issu d'une famille de la bourgeoisie protestante.

## Biographie

### 1934-1949: Études à Paris
Jacques-Louis Monod, fils du chirurgien Pierre Monod, est né à Asnières, banlieue Nord-Ouest de Paris, dans une famille de la bourgeoisie protestante.
Il s'inscrit en 1934 au conservatoire de musique de Paris, musicien prodige âgé de 7 ans (2 ans plus jeune que le minimum requis). Il reste inscrit comme étudiant au Conservatoire de Paris pendant près de 20 ans [réf. souhaitée]. Ses maîtres étaient Yves Nat et Olivier Messiaen, il étudie également avec son parrain, Paul-Silva Hérard, organiste de l'église Saint-Ambroise à Paris.
À partir de 1944, Monod prend également des leçons privées avec le compositeur et chef d'orchestre français René Leibowitz, un disciple d'Anton Webern, émigré de Varsovie qui participe au développement de la musique sérielle à Paris après la Seconde Guerre mondiale. Celui-ci est rapidement devenu le principal professeur et mentor de Monod et d'autres élèves parmi lesquels Jean Prodromidès, Antoine Duhamel, Pierre Chan, Michel Philippot, Serge Nigg, André Casanova, Claude Helffer, et pendant une brève période, Pierre Boulez. 
L'œuvre de Jacques-Louis Monod est historiquement significative dans le cadre de l'évolution vers la musique moderne à Paris (ca. 1945-51), de promouvoir d'abord la musique d'Arnold Schönberg et, plus tard, la musique sérielle de Webern. La musique de Schönberg - considérée comme radicale pendant une courte période en France, après la Deuxième Guerre mondiale - a rapidement été considérée comme dépassée et remplacée par celle de son élève, Webern. Monod n'abandonne pas la musique de Schönberg tout au long de sa longue carrière, comme beaucoup de l'avant-garde française l'ont fait sous la direction de Boulez, avec son implication sur le développement de la musique «expérimentale» à Darmstadt.
Jacques-Louis Monod débute comme pianiste à Paris lors d'un concert organisé par Leibowitz pour le 75e anniversaire de Schönberg (1949). Il exécute une des premières Fantaisie pour violon et piano op. 47.

### 1947-1950: Pianiste et études
Peu après les premiers voyages de Leibowitz aux États-Unis, le premier en 1947 pour rencontrer Schönberg à Los Angeles, Monod suivit, accompagnant Leibowitz à New York en 1950. Leibowitz y entend le saxophoniste de jazz Charlie Parker à Harlem, tandis que Monod s'entretient avec Milton Babbitt. Il entreprend des études supérieures à l'université Columbia sous la conduite de Thomas R. et H. Allendorf et à la Juilliard School  où il suit le cours de composition avec B. Wagenaar.
Monod accompagne Leibowitz en 1948 pour les premiers séminaires de composition à Darmstadt puis à l'Internationale Ferienkurse für Neue Musik. Au début des années 1950, Monod suit le séminaire de composition de Boris Blacher et le séminaire d'analyse de Josef Rufer à la Berlin Hochschule für Musik.
À une époque où les musiques de Schönberg, Berg et Webern sont moins jouées en Amérique, Monod en a été parmi les tout  premiers champions. Il passe la majeure partie des années 1950 comme pianiste. Il joue les œuvres de la Seconde école de Vienne pour piano et voix, comme d'autres pianistes : Eduard Steuermann, Peter Stadlen, Claude Helffer, le viennois Karl Steiner, et l'américain, L. Stein. Monod enregistre la partie de piano du Concerto de chambre de Berg et l'Ode à Napoléon Bonaparte, op. 41 de Schönberg. Avec Leibowitz, Monod participe aux enregistrements historiques de la musique de chambre de Berg et Webern pour le label Dial Records au début des années 1950. Ce label fondé par Ross Russell a également produit des enregistrements historiques de jazz de Charlie Parker et Miles Davis. Le 18 décembre 1950, Monod joue pour un concert de musique de chambre de Alban Berg à Juilliard, et la première américaine des Two Songs de Berg (extrait inédit de Die Musik 1930) avec la soprano virtuose Bethany Beardslee. Le duo interprète également les Seven Early Songs (1905-1908) et Four Songs, op. 2 (1908-1910), de Berg. [réf. souhaitée]
Pendant ses premières études aux États-Unis, il montre son extraordinaire capacité analytique : alors qu'il assiste à l'université Columbia à un séminaire sur la musique du XXe siècle, enseigné par Chou Wen-chung (disciple de Varèse), l'analyse convaincante de Ionisation de Varèse que fait Monod le conduit à enseigner le reste du cours.

## Liste de compositions
Une liste partielle des compositions incluant la série Cantus Contra Cantum:
- Cantus Contra Cantum I (1968/1980) pour Soprano et Orchestre de chambre
- Cantus Contra Cantum II (1973) pour Violon et Violoncelle
- Cantus Contra Cantum III (1976) pour Chœur (il existe une adaptation pour Piano)
- Cantus Contra Cantum IV (Tränen des Vaterlandes - Anno 1636) (1978) pour Chœur mixte et Sackbuts ou Trombones
- Cantus Contra Cantum V pour Orchestre
- Cantus Contra Cantum VI pour Chœur mixte et Orchestre de chambre
- 2 Elegies (1978) (incl. Canonic Vocalise, 1978)
- Chamber Aria (1952) (ou la Passacaglia)